# Kiskomlós
Kiskomlós (románul: Comloșu Mic, németül Ostern avagy Kleinkomlosch) falu Romániában, a Bánságban, Temes megyében.

## Fekvése
Az Alföldön, a szerb-román határtól 2 km-re, Zsombolyától 7 km-re északnyugatra, Nagykomlós, Zsombolya és Szentborbála közt fekvő település. Áthalad rajta a DN59C főút.

## Története
Kiskomlóst 1770-1771 között Hildebrand temesvári igazgatósági tanácsos telepítette. Az új község  neve Ostern lett. Első lakosai Lotharingiából származó franciák és németek voltak, kiknek Hildebrand 50 házat építtetett, majd néhány évvel később a szomszéd helységekből beköltözködő németekkel a lakosok száma jelentősen megnőtt, 1838-ban a lélekszám már meghaladta az 1400-at is.
1910-ben 1855 lakosából 50 fő magyar, 1769 német, 21 román volt. A népességből 1819 fő római katolikus, 35 görögkeleti ortodox volt.
A trianoni békeszerződés előtt Torontál vármegye Zsombolyai járásához tartozott.

### Az első világháború után
1951-ben 436 bánáti sváb lakosát deportálták a Bărăganra.

## Népesség
A 2002-es népszámláláskor 925 lakosa közül 738 fő (79,8%) román, 84 (9,1%) német, 73 (7,9%) cigány, 23 (2,5%) magyar, 4 (0,4%) ukrán, 2 (0,2%) szerb, 1 (0,1%) szlovák volt.

## Nevezetességek
- Római katolikus temploma 1806-ban épült.